# Въведение Богородично
Вижте пояснителната страница за други значения на Въведение Богородично.
Въведение на Пресвета Богородица в храма или само краткото Въведение Богородично или Света Богородица Пречиста, е един от най-големите християнски празници, почитан в 2 основни християнски деноминации – Римокатолицизъм и Източноправославие. Той е един от Дванадесетте велики празника и особено тържествено възпоминание. Денят е и имен ден, за жените, които носят имената Мария и Деспина.
Българската православна църква отбелязва празника всяка година на 21 ноември (според Новоюлианския календар), от 1929 година и като Ден на християнското семейство и православната младеж. Старостилните църкви отбелязват празника на 4 декември.
В този ден се почитат, както благочестивите родители на Дева Мария Йоаким и Анна, които я въвеждат на 3-годишна възраст във Втория Йерусалимски храм, така и изпълнението на обета им да посветят Мария на Бога.

## История на празника
Въведение Богородично, като събитие не се споменава в каноничните книги на "Библията", но няколко апокрифа (приписвани основно на раннохристиянски автори, творили през I век), които засягат тази тема са възприемани, като даващи достатъчно меродавна информация по въпроса и мотивите им са разработени от ред църковни писатели - главно между IV-VI и XI-XV век. Въз основа на това се е оформило предание задаващо основните насоки на празника Въведение Богородично, който от своя страна постепенно е възприет всеобщо от християните (до XVI-XVII век), както на Изток, така и на Запад.
Според православната традиция Въведение Богородично слага началото на Коледните пости и се свързва с настъпващата зима и очакването на църковните тържества около Рождество Христово. Заради надеждите, които дава Църквата я нарича „прекрасна зора“, от която е изгряло Слънцето на правдата.
С решение на Светия Синод на Българската православна църква от 1929 г. празникът Въведение Богородично в България се чества и като Ден на християнското семейство и на православната християнска учаща се младеж. На този ден родителите или учителите водят децата в църквата за да растат благочестиво в послушание към родителите си и чистота на нравите.
Самият празник Въведение Богородично се е чествал в много ограничен кръг – само с родителите и ония от децата им, които не са встъпили в брак. Семейното ходене на църква на този ден символизира влизането на 3-годишната Мария (поради ранната си възраст тогава, наричана и Светата Отроковица - от отроче, т.е. чедо, рожба, дете) в храма и напомня на бащи и майки за духовните им задължения към децата. Там заедно се молят за здраве и за Божието благоволение, а после събрани у дома (край огнището) се събират на празнична трапеза, включваща вино и топли ястия, за да ознаменуват своята задружност. Масата се оставя неразтребена през нощта, като покана към Богородица и с надеждата да благослови дома.

## Дева Мария в храма
Според легендата Йоаким и Ана събират своите роднини и приятели и организират за отвеждането на дъщеря си в храма свита от непорочни девойки, които предхождат нея и родителите, й по пътя й от Назарет до Йерусалим, носейки свещи в ръце си и с намерението едновременно да окуражат момиченцето и сами да се посветят на храмовата служба. Първосвещениците и служителите в храма ги посрещат с пеене на свещени химни. Първо влизат другите момичета, а Дева Мария е поставена на първото стъпало пред храмовия вход и оставена по техен пример да влезе сама, въпреки че е най-малката. За почуда на всички присъстващи, неподдържана от никого, тя се изкатерва смело до най-горното и е поета от първосвещеник Захария, роднина на майка й, който я въвежда в храма и по-нататък поема грижата за нея. Йоаким и Анна принасят дарове и жертви на Бога, свещениците ги благославят и след това те и роднините им се връщат в Назарет.
Оттогава и чак до юношеската си възраст Дева Мария живее в една от храмовите пристройки, където се учи на ръкоделие и тъкачество, но също така изучава и еврейските предания и свещени книги. Според легендата тя се ползва още от първия ден с особена привилегия - позволено и е да се моли в Светая Светих, където поначало влиза - и то само веднъж в годината - единствено първосвещеникът. Според Теофилакт Охридски причината е, че по този начин тя замества липсващия Кивот. В девическото отделение Мария не е сама, а в компанията на по-възрастни наставнички - също храмови девици. Също така, според легендата, по време на престоя си в храма, Дева Мария общува и с един ангел (според Йероним Стридонски - архангел Гавраил), който я храни от ръцете си. Освен това във Втория храм се подслоняват и благочестиви вдовици, като пророчица Ана (Лука 2:36 – 38), както и скитници и бедняци, търсещи подкрепа (странници и пришълци). След като мъжът й умира, там идва и самата майка на Отроковицата (според предание, запазило се у коптите - когато е на 6-7 години). След година-две и тя умира и Мария остава кръгло сираче. Поради това, когато по-късно на вече порасналата девойка е предложено да й бъде потърсен мъж, това прави заместващият родителите й Захария. Тя му заявява, че би предпочела да остане в храма, но впоследствие все пак се сгодява - за роднината си Йосиф, дърводелец от Назарет, който освен че е в относително напреднала възраст, й обещава, че ще се съобразява с обета за целомъдрие, който е дала пред Бога.